# متحف كرمة
متحف كرمة هو متحف وموقع أثري يقع أمام غرب الدفوفة في موقع كرمة الأثري في ولاية شمال السودان. افتُتح المتحف في عام 2008 ويحتوي على العديد من العناصر الأثرية من حضارة كرمة، بالإضافة إلى قسم يركز على التاريخ المسيحي والإسلامي للمنطقة.

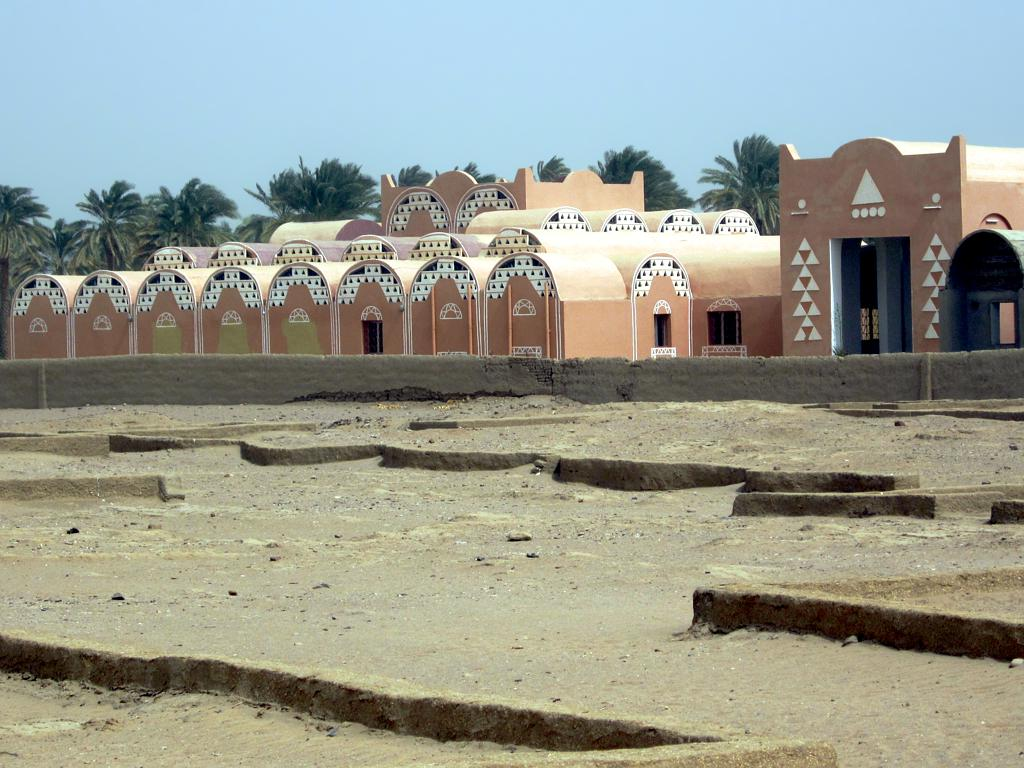
متحف كرمة

قسم علماء الآثار عصر كرمة إلى ثلاث فترات تاريخية: الأولى وتسمى كرمة القديمة و يؤرخ لها بالعام ٢١٠٠ ق م، خلفتها فترة كرمة الوسطى و التي يؤرخ لها بالفترة ما بين سنة ٢٠٠٠-١٧٠٠ ق م، و يطلق على الفترة اللاحقة لها عصر كرمة الكلاسيكي و يؤرخ له بالفترة مابين سنة ١٧٠٠- ١٥٥٠ ق م، و الذي بقي حتى عصر المملكة المصرية الحديثة الذي يمكن تتبع آثاره حتى نهاية القرن الثالث عشر قبل الميلاد، علماً بأن ثقافة كرمة ظلت هي السائدة حتى سنة ١٤٥٠ ق م.

## العمارة
استوحي مبنى المتحف من سقف القبو النوبي التقليدي.

## المعروضات
يحتوي المتحف على قطع أثرية من الفترات الرئيسية لثقافة كرمة: عصور ما قبل التاريخ، وممالك كرمة، ومدينة نبتة ومدينة مروي التاريخية.

أهم ما يميز متحف كرمة هو سبعة تماثيل من الجرانيت الأسود اكتٌشفت في حفرة في موقع قريب من دوكي جيل في عام 2003 على ي فريق أثري برئاسة تشارلز بونيت. كُسرت التماثيل عمدًا، ولكنها لا تزال في حالة ممتازة في الغرفة المركزية بالمتحف. تصور التماثيل التي أُعيد تجميعها بالكامل الفراعنة النوبيين طهارقة وتنوت أماني وسينكامانيسكين وأنلاماني وأسبيلتا، الذين حكموا مصر في الأسرة الخامسة والعشرين.

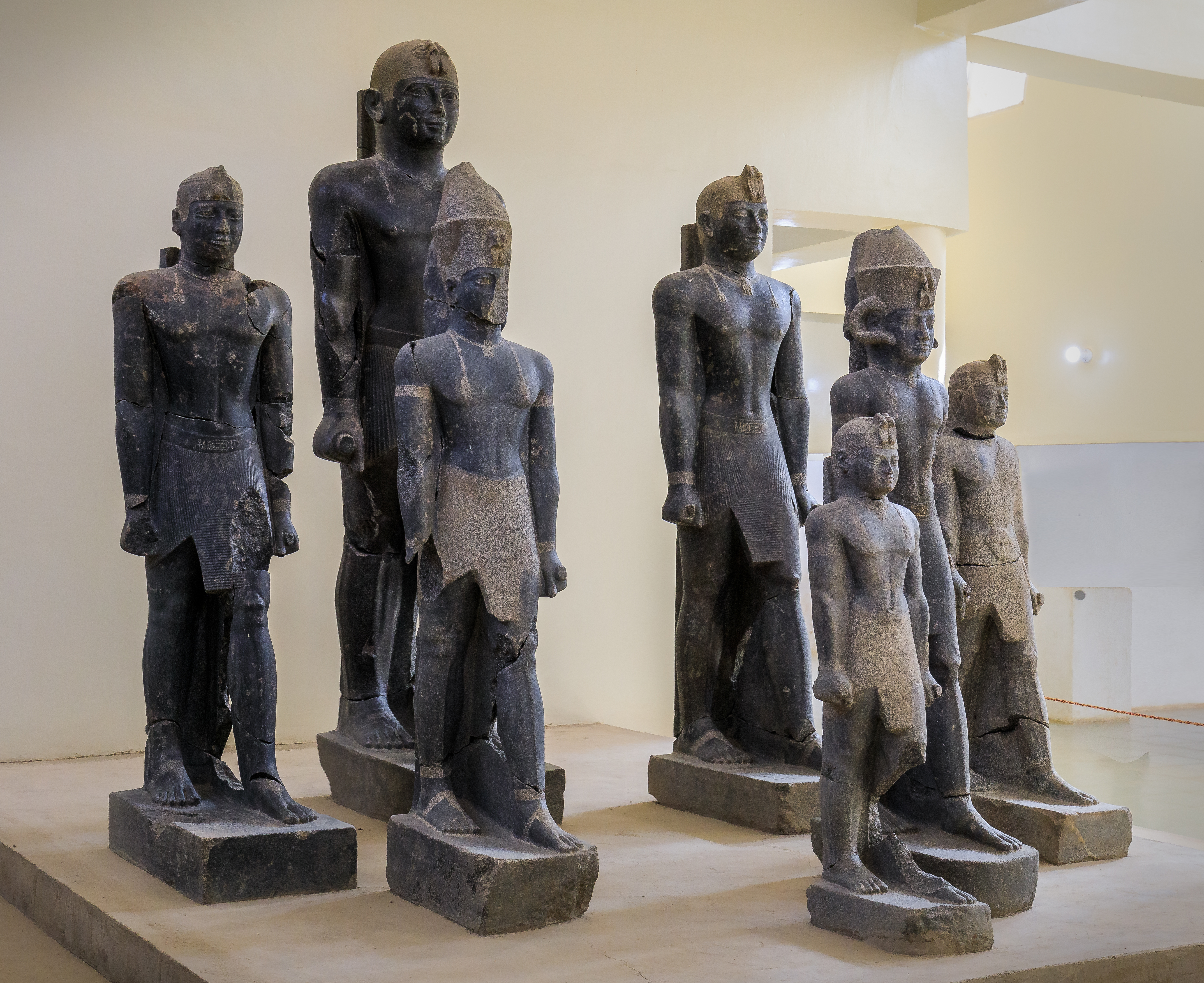
تماثيل حكام مختلفين من أواخر الأسرة الخامسة والعشرين - الفترة المبكرة من مدينة نبتة: تانتاماني، وطهارقة (بالخلف)، وسنكامانيسكين، ومرة أخرى تانتاماني (بالخلف)، وأسبالتا، وأنلاماني، ومرة أخرى سنكامانسكن في متحف كرمة.
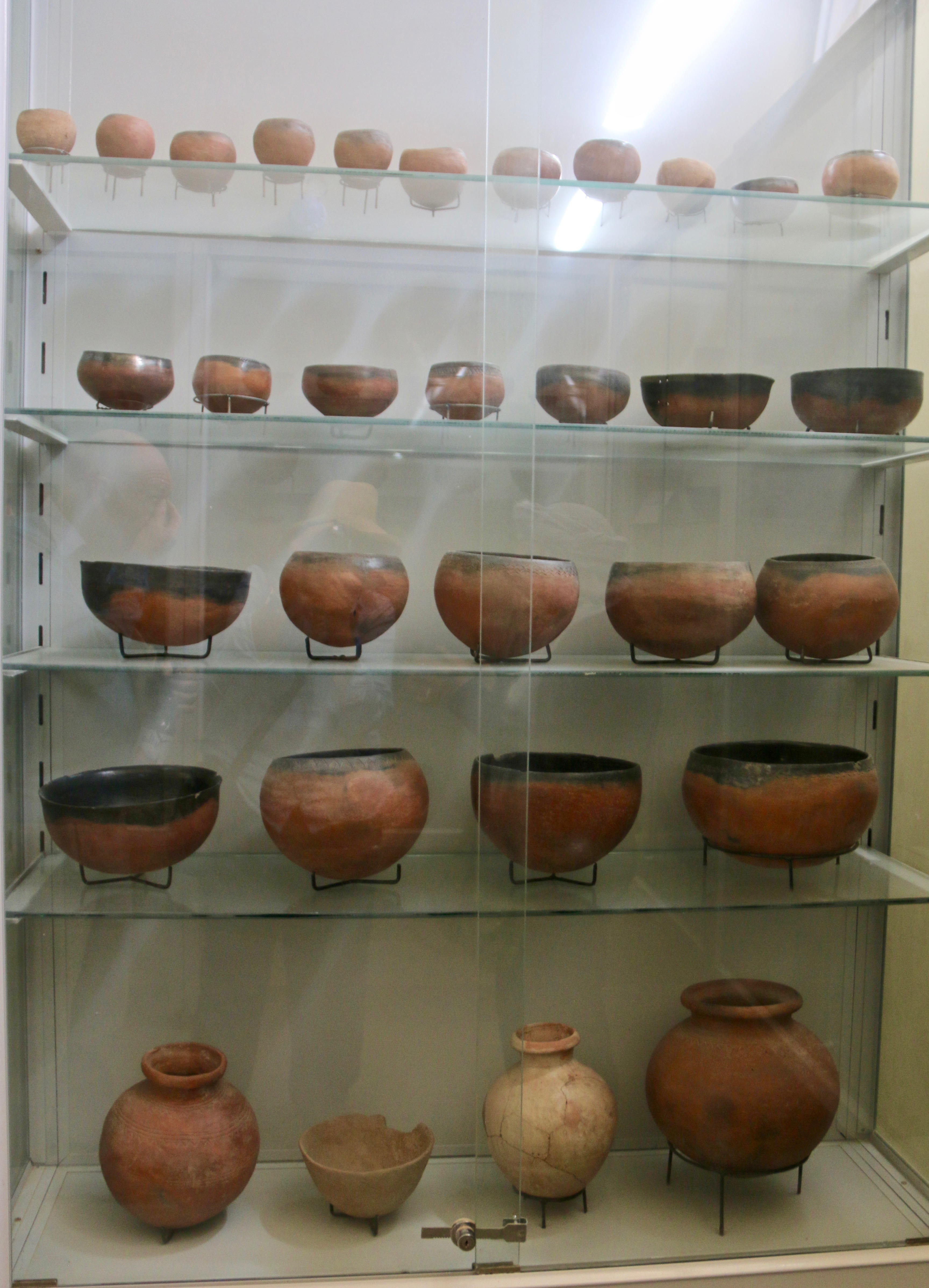
فخار أثري في متحف كرمة، بالسودان.